# Mafamude

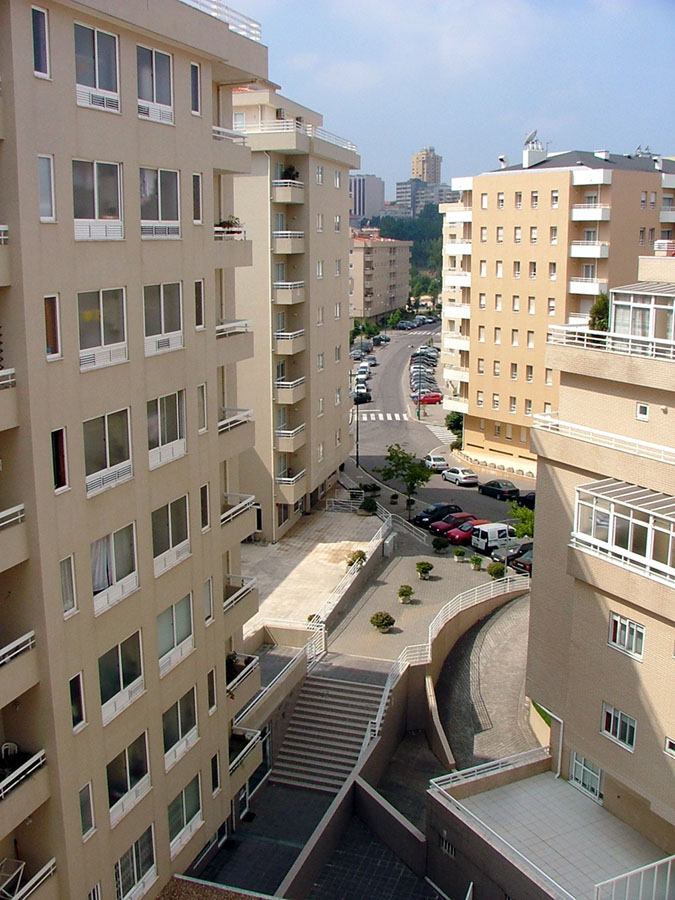
Typowa zabudowa Mafamude

Mafamude jest sołectwem i dzielnicą miasta Vila Nova de Gaia. Położone na obszarze 5,39 km², posiada 38 940 mieszkańców (dane z 2001). Gęstość zaludnienia wynosi więc 7 224,5 mieszk./km². Jest to centralna dzielnica miasta Vila Nova de Gaia.
W 1847 urodził się tutaj rzeźbiarz portugalski Soares dos Reis. Na terenie Mafamude zbudował swoją pracownię także inny rzeźbiarz portugalski, António Teixeira Lopes.